# 基督城植物园
基督城植物园（Christchurch Botanic Gardens）位于新西兰基督城海格利公园，创立于1863年 当时种植了一棵夏栎，以纪念阿尔伯特亲王与丹麦的亚历山德拉的婚姻。
花园占地 21 公顷，毗邻雅芳河（Avon River）。基督城植物园收藏了各种异国情调和当地的植物。

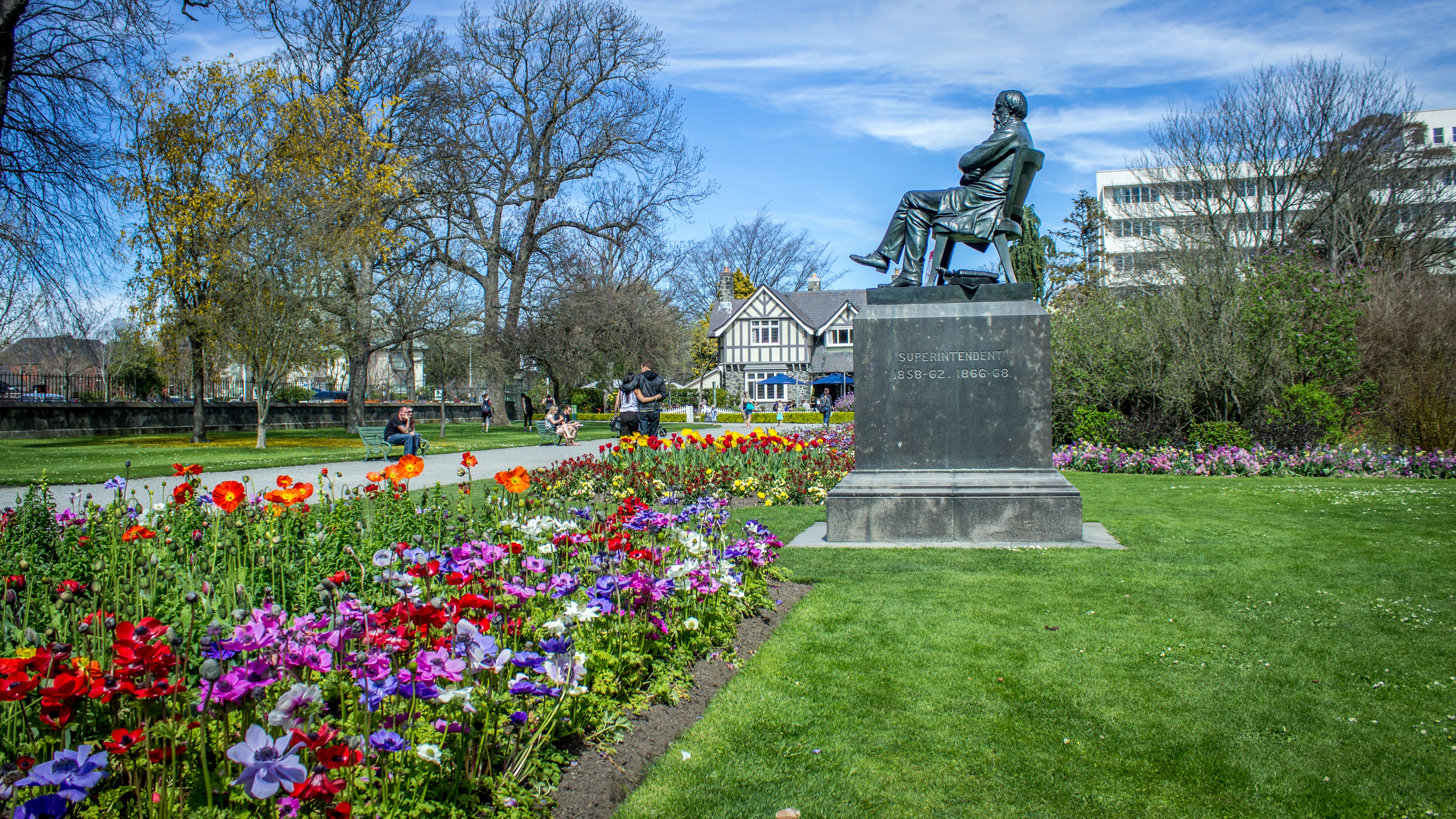
Armstrong Lawn

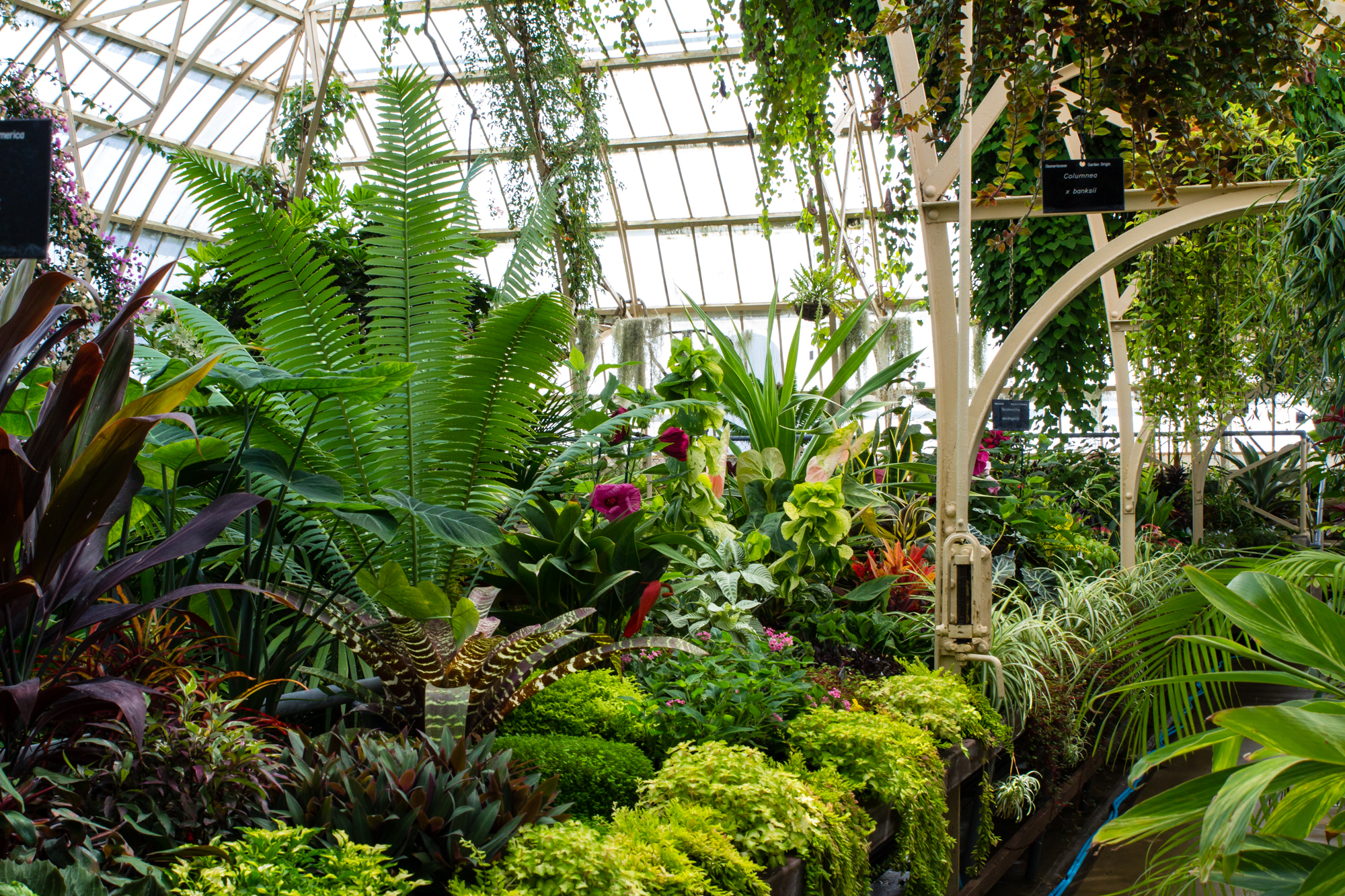
Cuningham House